# توزیع کلاستر راکس
توزیع کلاستر راکس (به انگلیسی: Rocks Cluster Distribution) یک توزیع لینوکس برای رایانش با کارایی بالا روی خوشه‌های رایانه‌ای (کلاستر)ها است. این پروژه را سازمان‌های «همکاری ملی برای زیرساخت‌های پیشرفته محاسباتی» و «مرکز ابررایانهٔ سن‌دیگو» در ایالات متحده آمریکا در سال ۲۰۰۰ شروع کردند. حمایت مالی از پروژه عمدتاً توسط بنیاد ملی علوم آمریکا انجام شده‌است.
Rocks ابتدا بر پایهٔ توزیع سازمانی لینوکس ردهت بناشده بود، اما نگارش‌های جدید آن بر پایهٔ CentOS ساخته می‌شوند. این نگارش‌ها از یک برنامهٔ نصاب استفاده می‌کنند که کار نصب توزیع را روی تعداد زیاد رایانه به صورت همزمان، ساده می‌کند. Rocks خیلی از ابزارها، از قبیل MPI که بخشی از CentOS نیستند ولی ابزارهای ضروری برای ساختن کلاسترها می‌باشند، را داراست.
نصب و آماده‌سازی می‌تواند توسط بسته‌های نرم‌افزاری در هنگام نصب سفارشی شود. این کار با استفاده از الواح فشرده‌ای که توسط کاربران تهیه‌شده‌اند انجام می‌شوند. این الواح فشرده با نام «Roll CD» ها یا فقط «Roll» ها شناخته‌می‌شوند. آن‌ها به صورت خودکار و بدون اثرگذاری روی کارهای در حال انجام، با سیستم مدیریت بسته‌های سیستم پایه سازگار می‌شوند و آن را به قابلیت‌های جدید مجهز می‌کنند؛ بدین صورت کار نصب و آماده‌سازی روی تعداد زیادی رایانه را بسیار ساده می‌کنند.
چندین Roll تا کنون ساخته‌شده‌است که هرکدام سیستم را برای کار به‌خصوصی سفارشی می‌کند، از جمله Sun Grid Engine, Condor cycle scavenger، سیستم‌فایل Lustre، یک Roll با قابلیت‌های Java از شرکت Sun (Oracle)، و Ganglia.
در اکتبر ۲۰۱۰، Rocks بر روی بیش از ۱۳۷۶ سیستم کلاستر دانشگاهی، دولتی و بازرگانی در پنج قاره در حال استفاده بود.
بزرگترین کلاستر ثبت‌شدهٔ تحقیقاتی که از Rocks استفاده می‌کند، سیستم GridKa با ۸۶۳۲ واحد پردازشی است که در مؤسسه فناوری کارلسروهه در شهر کارلسروههٔ کشور آلمان از آن استفاده می‌شود.
ممکن است کلاستری حتی با تعداد ۱۰ واحد پردازشی یا کمتر ساخته شود که می‌توان از آن‌ها برای ساخت سیستم‌های بزرگتر یا اهداف آموزشی استفاده نمود. مقیاس‌پذیری آسان یکی از اهداف اصلی توسعهٔ Rocks بوده‌است، هم برای محققانی که درگیر ساخت پروژه بوده‌اند، و هم برای بنیاد ملی علوم.